# Saul Santos Silva
Saul Santos Silva, mais conhecido como Saulzinho (Bagé, 31 de outubro de 1937 - Florianópolis, 25 de julho de 2023), foi um ex-futebolista brasileiro.

## Carreira
Saulzinho começou a carreira de futebolista jogando no time juvenil do Bagé. Transferiu-se em seguida para o rival Guarany de Bagé. Em 1956, anotou o único gol na partida contra o Bagé que deu o título do campeonato citadino ao seu clube. Foi vice-campeão gaúcho em 1958.
Em 1961, o atacante foi vendido ao Vasco da Gama por dois milhões e trezentos mil cruzeiros. Sua estreia no clube ocorreu no Torneio Rio-São Paulo, contra o Santos. Foi o artilheiro do Campeonato Carioca no ano seguinte, com 18 gols em 19 jogos. Porém, uma distensão na virilha o impediu de ser parceiro de Pelé na Copa do Mundo de 1962.
Saulzinho exercia a profissão de advogado em sua cidade natal.

## Morte
O jogador, Saul Santos, veio a falecer no dia 25 de julho de 2023, vitima de um AVC, o mesmo também sofria com Alzheimer.

## Títulos
Guarany de Bagé
- Campeonato Citadino de Bagé: 1956, 1958 e 1960.

Vasco da Gama
- Torneio Internacional de Santiago: 1963
- Torneio Pentagonal do México: 1963
- Taça Cidade de Belém: 1964
- Taça Guanabara: 1965
- Troféu Quarto Centenário da Cidade do Rio de Janeiro: 1965
- Troféu Cinquentenário da Federação Pernambucana: 1965

Seleção Brasileira
- Copa O'Higgins: 1966.

## Premiações
- Jogador do ano: Melhor jogador do Vasco nas temporadas 1962 e 1964.

## Artilharia
- Campeonato Carioca: 1962 (18 gols).
- 2° maior artilheiro do Vasco da Gama nos anos 60 com 89 gols marcados (1° Célio com 109 gols marcados).
- 19° maior artilheiro da história do Club de Regatas Vasco da Gama.
- Artilheiro do Vasco da Gama na temporada de 1962 com 34 gols.
- 5° artilheiro do Vasco da Gama em confrontos contra Europeus com 18 gols (1° Roberto Dinamite 39 gols, 2°Pinga 33 gols, 3° Sabará 25 gols e 4° Vavá 23 gols).
- Artilheiro do Vasco da Gama na excursão europeia de 1961 com 12 gols marcados.
- Vice-artilheiro do Vasco da Gama na excursão africana de 1963 com 4 gols (1° Célio 7 gols).